# Liga Croata de Basquetebol de 2024-25
A Temporada da Liga Croata de 2024–25 foi a 34ª edição da competição de elite do basquetebol da Croácia tendo o KK Zadar como defensor do título croata e buscando seu sexto título (terceiro consecutivo).  A competição passou a ser conhecida por Favbet Premijer liga, recebendo Naming Right de empresa de apostas.
A participação de clubes croatas em eventos internacionais tem ficado restrita à competições regionais como a Liga ABA e a Copa Alpe Adria, fora de competições FIBA e Euroleague Basketball.

## Clubes Participantes
|         | Clube                   | Cidade    | Arena                             | Capacidade |
| ------- | ----------------------- | --------- | --------------------------------- | ---------- |
|         | Alkar                   | Sinj      | Sportska dvorana Ivica Glavan Ićo | 600        |
|         | Cedevita Junior         | Zagreb    | Dom Sportova                      | 3 500      |
|         | Cibona                  | Zagreb    | Pavilhão Drazen Petrovic          | 5 400      |
|         | Dinamo-Zagreb           | Zagreb    | Pavilhão Drazen Petrovic          | 5 400      |
|         | Dubrava                 | Zagreb    | Pavilhão Dubrava                  | 2 000      |
|         | Dubrovnik               | Dubrovnik | SD Gospino Polje                  | 2 500      |
| Aumento | Kvarner 2010            | Rijeka    | Dvorana Dinko Lukarić             | 1 100      |
|         | Split                   | Split     | Arena Gripe                       | 3 500      |
|         | Šibenka                 | Šibenik   | Pavilhão Baldekin                 | 900        |
|         | KK Vrijednosnice Osijek | Osijek    | Gradski vrt Hall                  | 1 448      |
|         | Zabok                   | Zabok     | Pavilhão Zabok                    | 3 000      |
|         | Zadar                   | Zadar     | Krešimir Ćosić                    | 7 997      |

- Promovidos da Prva Liga na temporada anterior
- Campeão da Copa da Croácia (Kup Krešimir Ćosić) 2024
- Campeão da Premijer Liga 2023-24

## Temporada Regular

### Tabela de Classificação
| Pos. | Clube                   | J  | Pt. | V  | D  | P+    | P-    | SP   | Classificação |
| ---- | ----------------------- | -- | --- | -- | -- | ----- | ----- | ---- | ------------- |
| 1    | Zadar                   | 33 | 63  | 30 | 3  | 2.681 | 2.158 | 523  | Playoffs      |
| 2    | Split                   | 33 | 59  | 26 | 7  | 2.902 | 2.422 | 480  | Playoffs      |
| 3    | Cedevita Junior         | 33 | 55  | 22 | 11 | 2.882 | 2.582 | 300  | Playoffs      |
| 4    | Cibona                  | 33 | 51  | 18 | 15 | 2.846 | 2.650 | 196  | Playoffs      |
| 5    | Kvarner 2010            | 33 | 51  | 18 | 15 | 2.709 | 2.686 | 23   | Playoffs      |
| 6    | Dinamo-Zagreb           | 33 | 49  | 16 | 17 | 2.804 | 2.780 | 24   | Playoffs      |
| 7    | Alkar                   | 33 | 48  | 15 | 18 | 2.364 | 2.516 | -152 | Playoffs      |
| 8    | Zabok                   | 33 | 48  | 15 | 18 | 2.706 | 2.842 | -136 | Playoffs      |
| 9    | KK Dubrava              | 33 | 44  | 11 | 22 | 2.623 | 2.863 | -240 |               |
| 10   | GKK Šibenka             | 33 | 44  | 11 | 22 | 2.473 | 2.737 | -264 |               |
| 11   | KK Dubrovnik            | 33 | 42  | 9  | 24 | 2.565 | 2.752 | -187 | Repescagem    |
| 12   | KK Vrijednosnice Osijek | 33 | 40  | 7  | 26 | 2.402 | 2.969 | -567 | Rebaixado     |

fonte:hks-cbf.hr/standings/"HT Premijer liga 2024-25/Regularni Dio
|  |                                         |
|  | Classificados para os Playoffs          |
|  | Classificado para disputar a Repescagem |
|  | Rebaixado para a Segunda Divisão        |

### Primeira fase de grupos
| Casa\Visitante          | ALK   | CED   | CIB   | DIN    | DUB    | DBK    | KVA    | SPL     | SIB    | VRI    | ZAB   | ZAD   |
| ----------------------- | ----- | ----- | ----- | ------ | ------ | ------ | ------ | ------- | ------ | ------ | ----- | ----- |
| Alkar                   |       | 63-65 | 88-85 | 88-80  | 81-71  | 73-64  | 81-61  | 57-80   | 69-62  | 84-74  | 82-76 | 61-71 |
| Cedevita Junior         | 69-67 |       | 85-83 | 84-78  | 94-85  | 102-79 | 74-83  | 83-95   | 93-72  | 95-70  | 93-91 | 65-68 |
| Cibona                  | 84-75 | 68-75 |       | 101-85 | 90-80  | 88-68  | 89-67  | 81-91   | 91-60  | 84-72  | 90-85 | 65-77 |
| Dinamo-Zagreb           | 96-86 | 69-92 | 91-90 |        | 84-67  | 103-77 | 87-78  | 111-121 | 94-70  | 79-65  | 96-99 | 58-64 |
| Dubrava                 | 83-69 | 73-89 | 67-83 | 70-80  |        | 100-81 | 75-106 | 78-87   | 73-63  | 84-70  | 97-78 | 68-61 |
| Dubrovnik               | 64-55 | 63-84 | 79-84 | 97-81  | 76-83  |        | 76-81  | 64-82   | 75-88  | 89-82  | 82-86 | 66-69 |
| Kvarner 2010            | 81-64 | 59-75 | 96-99 | 86-89  | 98-70  | 83-77  |        | 78-75   | 84-83  | 81-92  | 90-73 | 79-68 |
| Split                   | 86-60 | 82-92 | 72-75 | 79-61  | 97-71  | 90-59  | 98-90  |         | 97-62  | 111-55 | 89-76 | 61-78 |
| Šibenka                 | 75-67 | 71-93 | 78-91 | 82-75  | 77-81  | 62-74  | 80-64  | 55-83   |        | 90-76  | 84-86 | 74-83 |
| KK Vrijednosnice Osijek | 84-66 | 74-88 | 63-73 | 88-90  | 90-102 | 77-72  | 88-80  | 77-86   | 78-89  |        | 75-73 | 60-58 |
| Zabok                   | 82-78 | 89-88 | 80-79 | 82-99  | 78-71  | 78-77  | 89-62  | 69-87   | 97-104 | 87-95  |       | 54-85 |
| Zadar                   | 94-47 | 89-74 | 78-68 | 98-71  | 101-72 | 90-79  | 77-63  | 59-54   | 90-64  | 75-63  | 80-53 |       |

fonte:resultados extraídos de hks-cbf.hr podendo ser conferidos em eurobasket.com/Croatia

### Playoff de despromoção
| Time 1       | Soma      | Time 2       | 1º Jogo  | 2º Jogo |
| ------------ | --------- | ------------ | -------- | ------- |
| KK Dubrovnik | 199 - 179 | HAKK Mladost | 105 - 95 | 84 - 94 |

## Playoffs

### Confrontos

#### Quartas de final
| Time 1          | Série | Time 2        | 1º Jogo | 2º Jogo | 3º Jogo |
| --------------- | ----- | ------------- | ------- | ------- | ------- |
| Zadar           | 2 - 0 | Zabok         | 81 - 55 | 87 - 65 | -       |
| Cibona          | 2 - 1 | Kvarner 2010  | 84 - 73 | 68 - 88 | 99 - 63 |
| Split           | 2 - 1 | Alkar         | 97 - 71 | 72 - 83 | 96 - 81 |
| Cedevita Junior | 0 - 2 | Dinamo-Zagreb | 79 - 88 | 82 - 95 | -       |

#### Semifinal
| Time 1 | Série | Time 2        | 1º Jogo | 2º Jogo | 3º Jogo |
| ------ | ----- | ------------- | ------- | ------- | ------- |
| Zadar  | 2 - 0 | Cibona        | 81 - 76 | 80 - 70 | -       |
| Split  | 2 - 1 | Dinamo-Zagreb | 82 - 86 | 88 - 55 | 89 - 69 |

#### Final
| Time 1 | Série | Time 2 | 1º Jogo | 2º Jogo | 3º Jogo | 4º Jogo | 5º Jogo |
| ------ | ----- | ------ | ------- | ------- | ------- | ------- | ------- |
| Zadar  | 3 - 1 | Split  | 65 - 46 | 61 - 49 | 73 - 74 | 67 -65  | -       |

## Campeões
| Favbet Premijer Liga 2024-25 Campeões |
| ------------------------------------- |
| KK Zadar 6º Título                    |

## Clubes croatas em competições internacionais
| Clube           | Competição              | TR | TR | PO | PO |                                                                   |
| Clube           | Competição              | V  | D  | V  | D  | Resultado                                                         |
| --------------- | ----------------------- | -- | -- | -- | -- | ----------------------------------------------------------------- |
| Cibona          | Liga Adriática          | 4  | 26 | -  | -  | Repescagem - como 15º colocado na temporada regular               |
| Cibona          | Liga Adriática          | -  | -  |    |    | Rebaixado - derrotado por KD Ilirija na repescagem (88-93, 66-83) |
| Split           | Liga Adriática          | 9  | 21 | -  | -  | Eliminado - como 12º colocado na temporada regular                |
| Zadar           | Liga Adriática          | 14 | 16 | -  | -  | Eliminado - como 9º colocado na temporada regular                 |
| Cedevita Junior | Liga Adriática (2ª div) | 4  | 2  | -  | -  | Classificado - como 2º colocado no Gr.A da temporada regular      |
| Cedevita Junior | Liga Adriática (2ª div) | 2  | 4  | -  | -  | Eliminado - como 3º colocado no Gr.F da Fase 2                    |
| Šibenka         | Liga Adriática (2ª div) | 1  | 5  | -  | -  | Eliminado - como 4º colocado no Gr.D da temporada regular         |